# Хартрандт (Вајоминг)
Хартрандт (енгл. Hartrandt) насељено је место без административног статуса у америчкој савезној држави Вајоминг.

## Демографија
По попису из 2010. године број становника је 693, што је 11 (1,6%) становника више него 2000. године.
| Група             | 2000.       | 2010.       |
| Белци             | 628 (92,1%) | 622 (89,8%) |
| Афроамериканци    | 1 (0,1%)    | 6 (0,9%)    |
| Азијати           | 3 (0,4%)    | 0 (0,0%)    |
| Хиспаноамериканци | 15 (2,2%)   | 52 (7,5%)   |
| Укупно            | 682         | 693         |